# Dario Hübner
Dario Hübner (Muggia, Italia, 28 de abril de 1967) es un exjugador y exentrenador de fútbol italiano. En su etapa como jugador profesional se desempeñaba como delantero.
Era famoso por fumar en el banco del Brescia. Junto a Igor Protti, es el único jugador en ser máximo goleador de la Serie A, Serie B y Serie C con Piacenza, Cesena y Fano, respectivamente. Tiene ascendencia alemana por vía paterna; su abuelo era originario de Fráncfort del Meno y se trasladó a Trieste.

## Clubes

### Como jugador
| Club              | País   | Año       |
| ----------------- | ------ | --------- |
| Pievigina         | Italia | 1987-1988 |
| Pergocrema        | Italia | 1988-1989 |
| Fano              | Italia | 1989-1992 |
| Cesena            | Italia | 1992-1997 |
| Brescia           | Italia | 1997-2001 |
| Piacenza          | Italia | 2001-2003 |
| Ancona            | Italia | 2003      |
| Perugia           | Italia | 2003-2004 |
| Mantova           | Italia | 2004-2005 |
| Chiari            | Italia | 2005      |
| Rodengo Saiano    | Italia | 2005-2006 |
| Orsa Corte Franca | Italia | 2006-2008 |
| Castelmella       | Italia | 2009-2010 |
| Cavenago d'Adda   | Italia | 2010-2011 |

### Como entrenador
| Club                 | País   | Año       |
| -------------------- | ------ | --------- |
| Royale Fiore         | Italia | 2013-2014 |
| Atlético Montichiari | Italia | 2014      |

## Palmarés

### Campeonatos nacionales
| Título              | Club | País   | Año  |
| ------------------- | ---- | ------ | ---- |
| Serie C2 (Girone C) | Fano | Italia | 1990 |

### Distinciones individuales
| Distinción                               | Año  |
| ---------------------------------------- | ---- |
| Máximo goleador de la Serie C1           | 1992 |
| Máximo goleador de la Serie B            | 1996 |
| Máximo goleador de la Serie A (ex aequo) | 2002 |